# Historiografia eclesiástica medieval

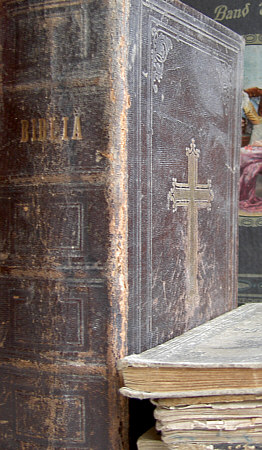
A Bíblia Sagrada era uma das principais fontes para os historiadores medievais e influenciou enormemente a historiografia eclesiástica.

A historiografia eclesiástica medieval abarca a produção historiográfica dos religiosos da Idade Média européia, que acabaram por criar um estilo próprio de desenvolver a história e repassá-la para a posteridade. Tem sua origem com Eusébio de Cesareia, que moldou um novo estilo de escrita e arregimentou diversos seguidores que passaram a copiá-lo e a divulgar, mesmo que apenas indiretamente, o seu modelo.
Geralmente era caracterizada pela proposta de exposição das metas e métodos dos historiadores em suas obras, que procuravam deixar claro os seus objetivos e como haviam conseguido reunir as informações necessárias para cada um, os seus escritos. Seu principal método era a narração e a sua principal meta era o repasse das informações para os tempos futuros. Existiam graves problemas para a confecção das obras e, entre eles, os principais eram a procura de material documental (raro e escasso) e as várias incoerências entre as obras, resultantes de falsificações, em muitos casos.
Apesar dos problemas, a historiografia eclesiástica da Idade Média teve sua importância para o desenvolvimento da história enquanto disciplina acadêmica, afirma o historiador francês Bernard Guenée, e deixou um legado que inclui o desenvolvimento de ciências auxiliares como a bibliografia, a epigrafia, a arqueologia e a genealogia. [carece de fontes?]

## Origens

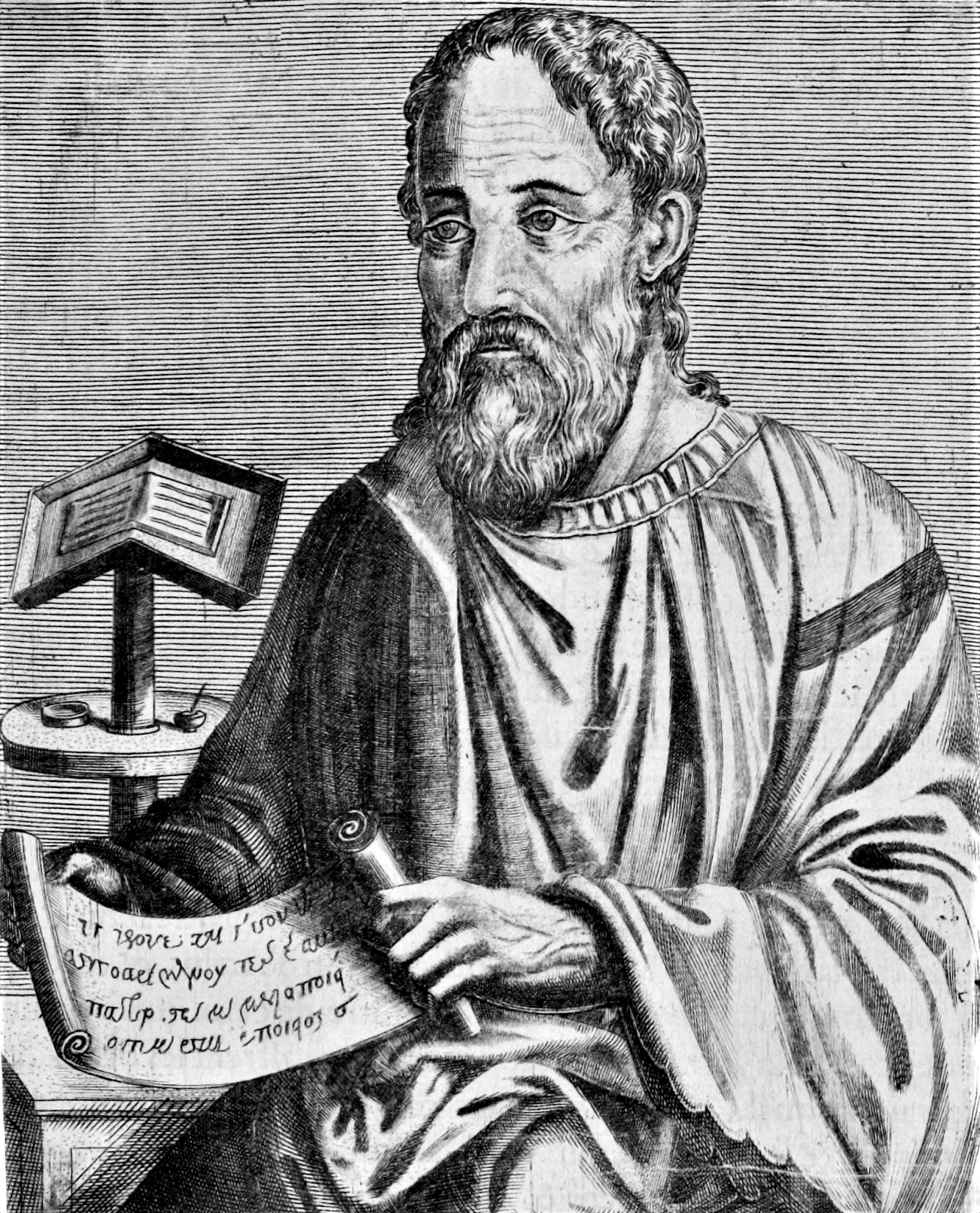
Eusébio de Cesareia é considerado o "pai" da historiografia eclesiástica.

As origens da historiografia eclesiástica remontam à Eusébio de Cesareia, que é considerado o seu pai, e aos seus sucessores imediatos: Sócrates, Sozomeno, Teodoreto e Gelásio, o bispo de Cesareia Marítima. De início, era possível comparar o novo ramo da historiografia que ia se formando com a história política, e era possível fazer uma analogia entre as batalhas e tratados desta com os temas de perseguição e heresia da obra de Eusébio.
Eusébio foi o principal reconhecedor da importância dos documentos para o desenvolvimento da história, ao mesmo tempo em que adotava diversos aspectos de influência judia em suas obras. A principal delas era a ideia de "sucessão", que havia sido criada com o pensamento dos rabinos e que se desenvolveu com forte influência grega.
Outra linha para a produção historiográfica eclesiástica foi a criada por Filipe de Side, por volta de 430 d. C. Sua História Cristã se iniciava com a origem do mundo (explicada através da teoria do criacionismo) e incluía temas bastante diversos além da história, como a geografia, as as ciências naturais e também a matemática. Entretanto, Filipe não conseguiu arregimentar seguidores e foi logo esquecido.
No entanto, ao mesmo tempo em que ascendia, a historiografia eclesiástica não encerrava os ciclos de outros tipos de historiografia. Por fim, a tradução da História Eclesiástica feita por Rufino da língua grega para a língua latina é considerada o ponto inicial da escrita eclesiástica no Império Romano do Ocidente, uma vez que antes disso havia sido desenvolvida apenas no Império Romano do Oriente. O impacto da tradução feita por Rufino foi tão grande que a obra tornou-se bastante importante, e era sabido que historiadores medievais como Gregório de Tours, Beda, o Venerável e Santo Agostinho a conheciam.

## Metas e métodos
Uma das principais características da historiografia eclesiástica é a comum presença de metas e métodos no prólogo das obras. Por meio da análise dos prólogos dos livros de história medievais é possível compreender como a obra foi produzida, com que fim ela foi desenvolvida, a quem era destinada e quais foram os métodos aplicados para a sua confecção.
A principal meta dos religiosos era transmitir o conhecimento histórico para a posteridade, porém, naturalmente, apenas os acontecimentos dignos de lembrança deveriam constar nas obras produzidas e, geralmente, tratava-se de assuntos como biografias ou guerras. Assim como acontecia com a liturgia da Igreja Católica, a história passaria a ser considerada uma ferramenta da memória.
O principal método para transmitir a história era a narração dos acontecimentos, e muito comum era usar as obras de história para transmitir exemplos de homens reputados que deveriam ser seguidos pelos outros. A obra de Valério Máximo, o Livro de Ações e Palavras Memoráveis é um retrato desta compilação de exemplos feita por várias vezes. Desta forma, caberia ao historiador criar a glória ou a infâmia de alguém e, por esta mesma razão, várias obras de história passaram a ser "encomendadas" por nobres (para que seus nomes não fossem esquecidos) no mesmo período.

### Escritas
As fontes escritas usadas pelos historiadores medievais provinham principalmente de bibliotecas e arquivos, e eram usadas especialmente para os estudos sobre os "tempos antigos".
Durante a Idade Média, as bibliotecas ainda não eram tão ricas quanto viriam a ser durante o Renascimento (especialmente depois da difusão da imprensa pela Europa no século XV). Apenas poucos livros se faziam presentes e em pequenas quantidades, e pouquíssimos eram os livros de história. A principal fonte para muitos trabalhos era a Bíblia, que havia sido recomendada por Cassiodoro a todas as bibliotecas no século VI, além da História Eclesiástica de Eusébio de Cesareia. O conteúdo que não era contemplado pela Bíblia Sagrada e pela obra de Eusébio era dificilmente encontrado nas bibliotecas comuns, e sua difusão era extremamente limitada.
Os arquivos eram tão rústicos quanto as bibliotecas e existiam diversos problemas de conservação de manuscritos. Além do problema da conservação, também era grande o entrave imposto pela falta de classificação, bem como a falta de acesso (muitos historiadores poderiam recorrer apenas ao arquivo da instituição a qual pertenciam). Um dos arquivos mais conhecidos é o de Reims, que foi organizado ainda no século IX por Incmaro. Apenas a partir do séculos XI os arquivos episcopais começam a ser inventariados, e apenas com o avanço do poder real no século XIV ficou realmente clara a necessidade de classificação.

### Orais

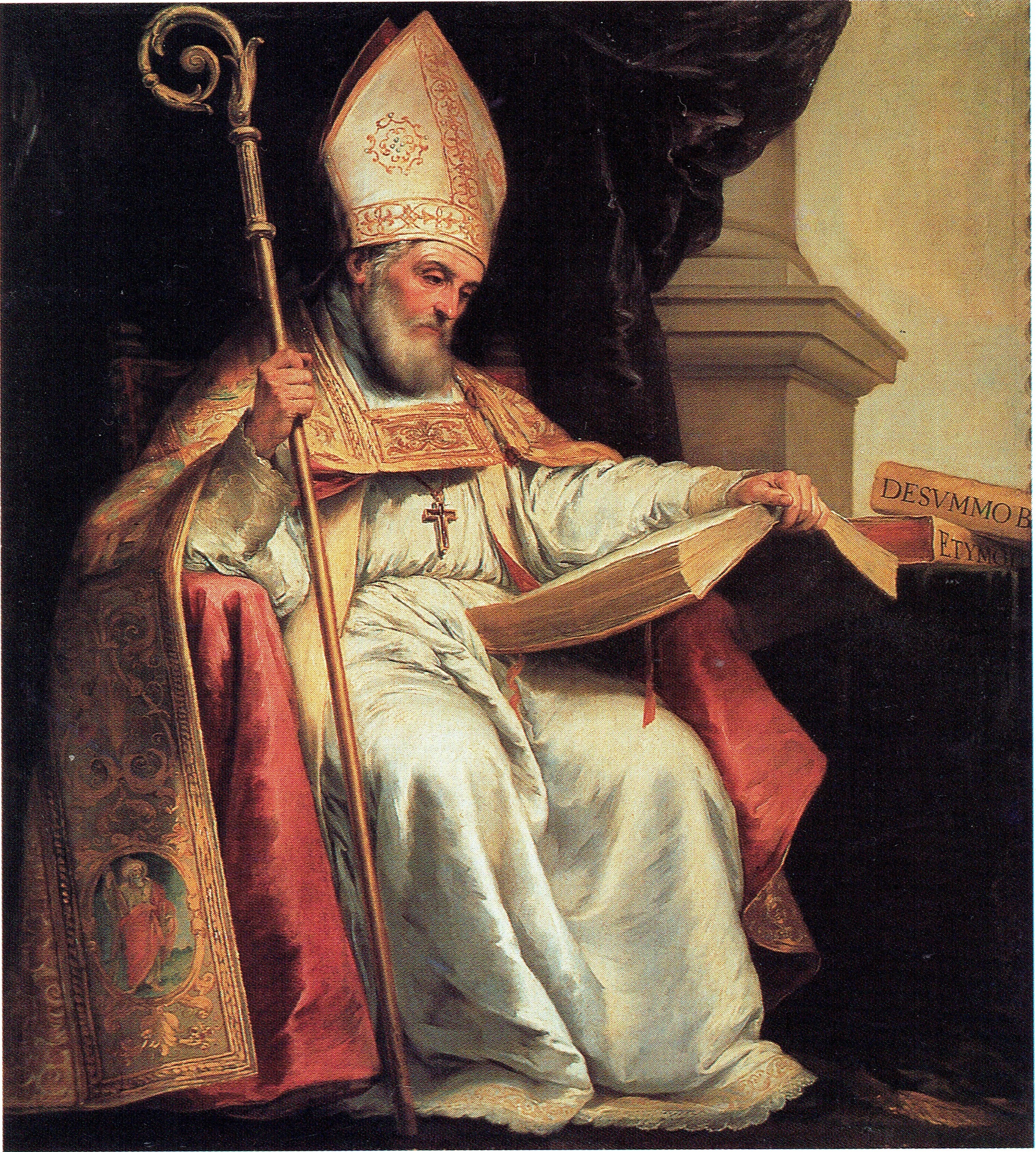
Isidoro de Sevilha foi o precursor do uso das fontes orais nas obras da historiografia eclesiástica.

As fontes orais eram aquelas advindas do testemunho de pessoas que haviam presenciado os acontecimentos narrados nas obras. Isidoro de Sevilha é considerado um precursor no incentivo ao uso de fontes orais, em virtude da grande influência que teve sobre os historiadores posteriores. De acordo com os ensinamentos de Isidoro, seguia-se a tradição oral e procurava-se ao máximo usar as fontes orais mais seguras, que eram os testemunhos diretos. Além disso, é notória a busca pela crítica aos testemunhos, uma vez que buscava-se a confirmação destes em outros (consideradores então "secundários"). Quando não era possível usar os testemunhos diretos, os historiadores buscavam apoio para os seus livros em crendices populares, tradições antigas e canções que circulavam no mundo medieval.

### Auxiliares
As fontes auxiliares eram aquelas que provinham de monumentos, ruínas, esculturas e prédios, por exemplo. Embora ainda não existissem instrumentos adequados para explorar o passado através das heranças de outros tempos que já haviam passado (a arqueologia ainda não havia sido desenvolvida, e apenas no século XIV a epigrafia seria considerada uma ciência auxiliar da história), a importância desse tipo de fonte já era considerada.
Entre os prédios mais procurados pelos historiadores medievais estavam as tumbas de homens importantes, pois estas poderiam revelar informações dos mais diversos tipos, desde a sua genealogia à sua biografia propriamente dita. Um exemplo claro desta importância é o monastério de Saint-Denis que reunia os túmulos dos reis das dinastia Merovíngia e Capetíngia em ordem.

### Falsificações
A falsificação de documentos era uma atitude recorrente na história medieval e, por muito tempo, prejudicou os historiadores, especialmente aqueles que não tinham um senso crítico muito apurado. Entretanto, ao mesmo tempo em que existiam os historiadores sem este senso desenvolvido, outros já tratavam de avaliar e analisar as fontes e depois de confrontá-las com outras, procurando diferenças e semelhanças.
Muita vezes isso acabava por gerar uma supervalorização da "autoridade da fonte", que era basicamente a busca de um "fiador" para a valorização de um texto como fonte histórica. Isto aconteceu várias vezes durante a Era Medieval e exemplos disso são o livro que trata da história de Gênova entre os anos de 1100 e 1152, que foi elevado ao nível de fonte de grande reputação pelos cônsules da cidade, e a crônica de Rolandino de Pádua, que revestiu-se de autoridade apenas quando foi validada pelos estudiosos da Universidade de Pádua.
Outro grande problema era a influência dos copistas que, em numerosas obras históricas, acabavam por sempre "acrescentar" alguma informação que não estava disponível no texto original que usavam. Em resumo, o critério para a qualidade da produção historiográfica não era a verdade, mas sim a autenticidade estabelecida por autoridades que obedeciam uma espécie de hierarquia.

## Gêneros
No momento em que a história consegue conquistar a sua autonomia perante as outras ciências, surgem os seus gêneros (conhecidos como gêneros históricos): os anais e crônicas são conhecidos por fornecer descrições breves de acontecimentos e fatos relacionados por ano, enquanto a história vê o estilo e a retórica serem extremamente valorizados (havendo ainda a tendência à busca de historiadores da Antiguidade como Suetônio e Salústio). Posteriormente, da história, derivariam outros gêneros como a história providencial (que se pautava pela teologia), a história erudita (utilizada por clérigos e chancelarias), a história política e a história "romance" (que conquista leitores de outros grupos sociais, que não o clero, como a nobreza).
Também existia um grande número de obras feitas por encomenda, que eram feitas especialmente por pedidos de nobres que queriam manter sua memória viva para a posteridade. Um exemplo deste tipo de obra é a que surge por ocasião da morte de Guilherme, o Marechal, em 1219, que foi encomendada por seu filho para este fim (manter a memória do seu pai viva). Esse gênero também abriria, posteriormente, espaço para obras de genealogia.

## Recepção

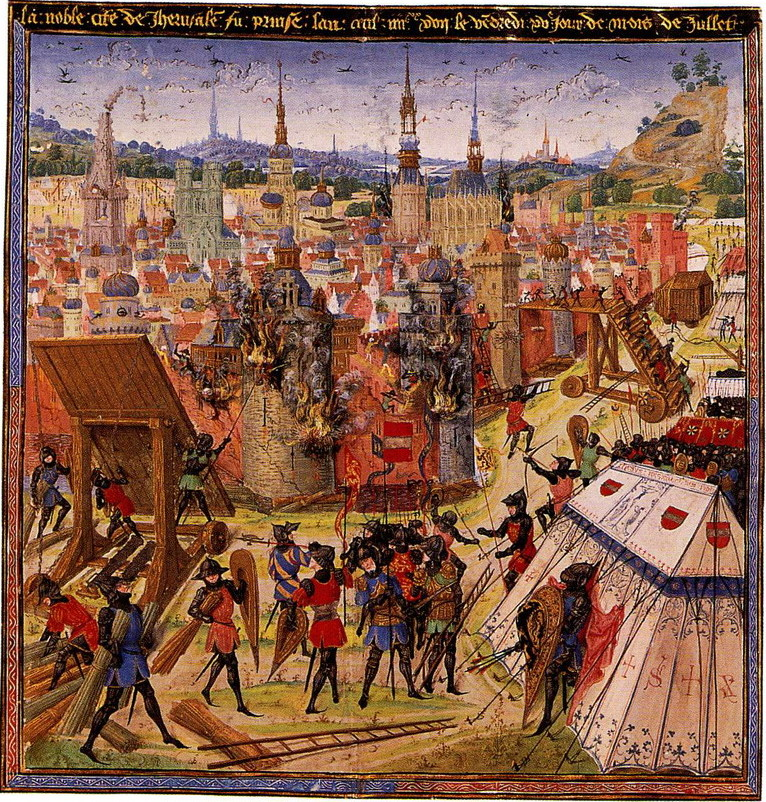
As Cruzadas influenciaram fortemente o gênero de história "romance" da historiografia eclesiástica.

Durante a Idade Medieval, a produção eclesiástica foi bem recebida e diversificada. Um dos gêneros de maior apelo popular era a história "romance" das Cruzadas, cujos livros relatavam as aventuras dos cavaleiros da cristandade nas distantes terras do Oriente Médio. No entanto, eram escritas muitas vezes com pouca ou mesmo nenhuma exatidão histórica, o que pode relativizar o seu uso como fonte. Entre os textos desta corrente encontra-se a "Canção de Antioquia".
As ordens mendicantes também foram grandes recebedoras e repetidoras da historiografia eclesiástica, adaptando-a conforme as suas necessidades. Os dominicanos focaram sua produção nos manuais eruditos e estavam mais preocupados com a pregação que com a pesquisa histórica. A ordem franciscana, por sua vez, seguia uma linha parecida com a dos dominicanos e buscava apenas "belas histórias" para a pregação frente às pessoas de menos cultura.
Na atualidade, a produção historiográfica da Era Medieval é muitas vezes vista com desprezo, e os responsáveis por esta visão são os humanistas da Renascença. Pensa-se isto porque a visão que se tem é a de que, até então, a história era uma mera "serva da religião" e auxiliar da liturgia católica. Uma das principais incorreções dos textos medievais são as ilustrações: os ilustradores e gravuristas desenharam personagens bíblicos como clérigos e cavaleiros da Era Medieval e, assim, incorreram em grave anacronismo.

## Legado
A historiografia eclesiástica possui um legado muito importante para o posterior desenvolvimento da história enquanto disciplina acadêmica. Pode-se aferir esta importância pela grande presença de obras criadas no seio desta corrente historiográfica, como as Histórias de Gregório de Tours (que foi uma fonte muito importante para a compreensão do século VI no Reino Franco), a História Eclesiástica do Povo Inglês de Beda, o Venerável e, posteriormente, Espelho Historial de Vicente de Beauvais e Grandes Crônicas da França. O legado da historiografia eclesiástica se resume na seguinte citação do historiador francês Bernard Guenée:
| “ | É durante a Idade Média que as técnicas de que nos orgulhamos possuir atualmente começam a ser desenvolvidas. Talvez mereçamos a pecha de mal agradecidos por termos permitido que nossa arrogância e ignorância expusessem sem dó as lacunas da erudição medieval. Se possivelmente os historiadores de hoje são gigantes, talvez os da Idade Média tivessem sido anões. Mas os gigantes de hoje estão sentados nos ombros dos anões de ontem. | ” |